# Austin, Nichols and Company Warehouse
El Austin, Nichols and Company Warehouse, también conocido como 184 Kent Avenue y Austin Nichols House, es un edificio de almacén histórico en el East River entre las calles North 3rd y North 4th en Williamsburg, Brooklyn, Nueva York. La estructura mide 134 por 54 m y es uno de los pocos edificios de la ciudad en estilo neoegipcio. Fue diseñada por el arquitecto Cass Gilbert y construida por el contratista general Turner Construction con la ayuda del ingeniero estructural Gunvald Aus.
El almacén fue construido entre 1914 y 1915 según un diseño de Gilbert y fue uno de los varios edificios comerciales e industriales a lo largo del East River. La tierra fue originalmente propiedad de la familia Havemeyer y arrendada a Austin, Nichols & Company, en un momento el mayorista de comestibles más grande del mundo. Austin, Nichols & Company ocupó 184 Kent Avenue desde 1915 hasta mediados de la década de 1950, después de lo cual la estructura fue ocupada por varios fabricantes. A partir de la década de 2000, el edificio se utilizó como estructura residencial, y una renovación de la década de 2010 agregó condominios residenciales.
El almacén fue designado Monumento Histórico de la Ciudad de Nueva York en 2005, aunque la designación fue controvertida y fue anulada por el Consejo de la Ciudad de Nueva York en 2006. El edificio fue incluido en el Registro Nacional de Lugares Históricos en 2007, una designación menos restrictiva que permitió la remodelación del almacén en condominios.

## Historia

### Contexto
El puerto industrial de Brooklyn se desarrolló en el siglo XIX con la construcción de importantes centros de transporte como Red Hook's Atlantic Basin, Brooklyn Navy Yard e Industry City. El pueblo de Williamsburg en el norte de Brooklyn se incorporó a la orilla del East River en 1827, con gran parte de las empresas comerciales ubicadas en el paseo marítimo, y después de convertirse en parte de la ciudad de Brooklyn en 1855, Williamsburg creció rápidamente. Durante finales del siglo XIX y principios del XX, el sitio del futuro almacén fue propiedad de Henry Osborne Havemeyer, fundador de Havemeyers & Elder y más tarde de American Sugar Refining Company. La familia Havemeyer también operaba la Terminal del Distrito Este de Brooklyn y la Refinería de azúcar Domino justo al norte.
Los mayoristas de abarrotes Austin, Nichols & Company, fundada en 1879, habían trasladado su sede a varios espacios cada vez más grandes antes de construir un edificio de diez pisos en 55-61 Hudson Street en Tribeca, Manhattan.La compañía también operaba ocho ubicaciones más pequeñas en Manhattan. En junio de 1912, el vicepresidente de Austin, Nichols & Company, Harry Balfe, anunció su intención de consolidar todas las operaciones en un solo edificio en el paseo marítimo de Brooklyn. La sede consolidada ahorraría dinero y permitiría un acceso más fácil desde el muelle cercano y la terminal ferroviaria, así como desde las calles circundantes. En abril de 1913, la empresa confirmó que construiría una nueva sede.

### Planificación y construcción
El hijo de Henry, Horace Havemeyer, le encargó al arquitecto Cass Gilbert que diseñara el Austin, Nichols and Company Warehouse. La oficina de Gilbert comenzó el proceso de diseño a fines de 1912 o principios de 1913. En el momento de la construcción del edificio, la revista Real Estate Record and Guide señaló que los almacenes anteriores habían sido diseñados "exclusivamente desde el punto de vista del ingeniero", por lo que era inusual ver que los planos los preparaba un arquitecto tan reconocido como Gilbert. Hubo cierta urgencia en la construcción del almacén de Brooklyn, ya que el contrato de arrendamiento del edificio de Hudson Street estaba previsto que expirara en 1914, pero, sin embargo, Horace insistió en que quería que el edificio fuera de la mejor calidad.
Algunas de las estructuras preexistentes del sitio habían sido demolidas a mediados de 1913 en preparación para la construcción del almacén. Gunvald Aus fue contratado como ingeniero estructural y se le pidió que creara planos separados sobre el hormigón y el acero del edificio. Austin, Nichols & Company firmó un contrato de arrendamiento a largo plazo con Havemeyer & Elder en noviembre de 1913. El contrato estipulaba que Havemeyer & Elder construiría una fábrica para Austin, Nichols & Company, quien luego sería el arrendatario. La misma semana, se entregó el contrato de construcción a Turner Construction. En ese momento, se predijo que Austin, Nichols & Company sería la primera de varias empresas mayoristas en trasladarse a Williamsburg.
La Oficina de Edificios de Brooklyn recibió los planos para Austin, Nichols and Company Warehouse en enero de 1914 y los aprobó en abril. La construcción de hormigón había comenzado en marzo de 1914, y alcanzó su punto máximo en junio con 672 hombres empleados en el proceso de construcción. En septiembre, la estructura del edificio estaba prácticamente terminada. Las primeras operaciones en el almacén de Austin, Nichols & Company comenzaron en enero de 1915, inmediatamente después de la expiración del contrato de arrendamiento del edificio de Hudson Street, y la compañía había completado su traslado a su nueva sede en marzo. Poco después, se adjudicaron los contratos para la construcción de un muelle en el paseo marítimo. Engineering News informó que "el notable avance logrado en su construcción es indicativo de lo que se puede hacer en hormigón armado con una adecuada organización y supervisión".

### Uso como almacén

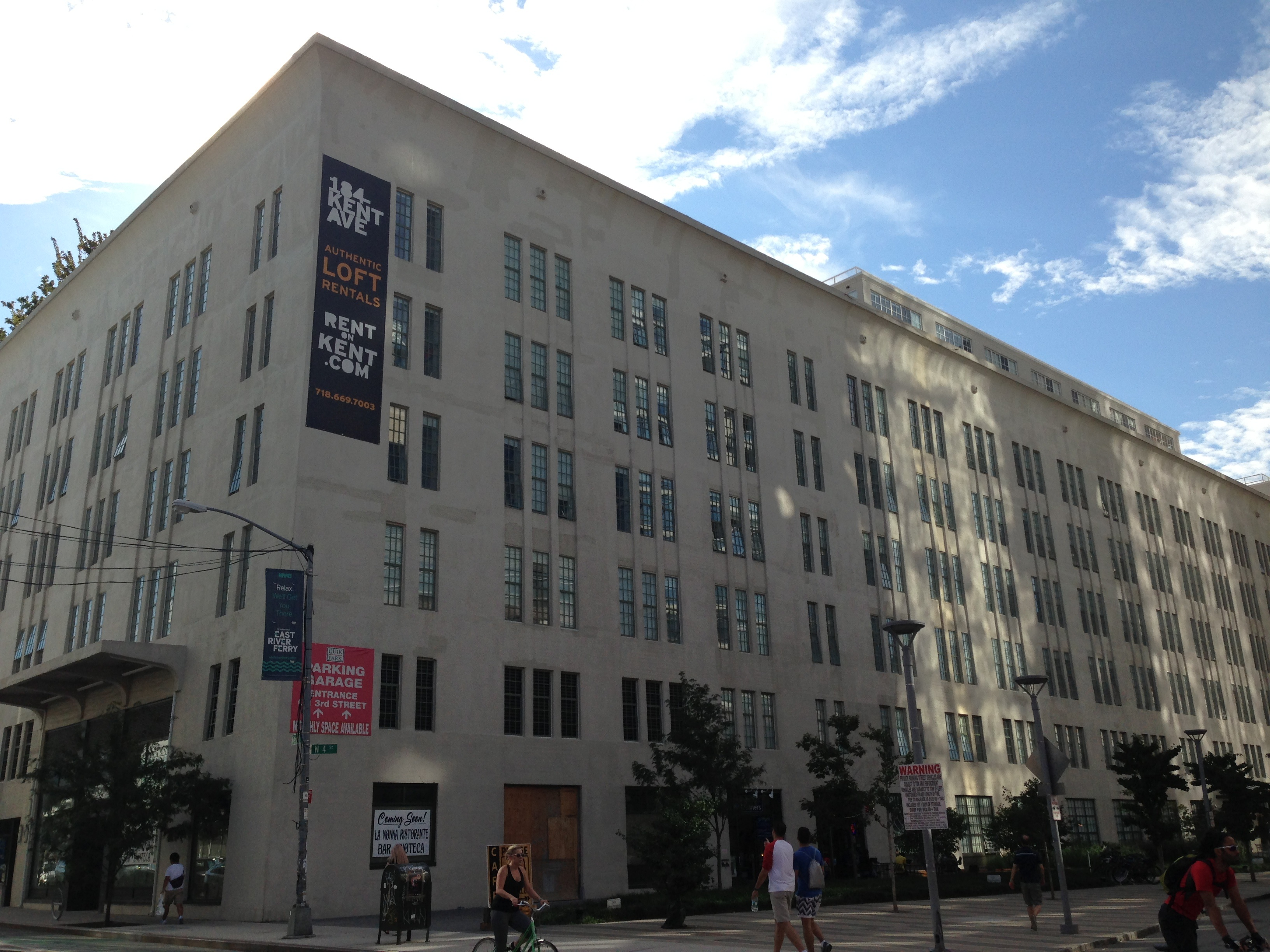
Lado norte de 4th Street

Austin, Nichols & Company siguió creciendo, con unos ingresos por ventas anuales de 40 millones de dólares en 1920. Su principal actividad fue la producción y exportación de alimentos bajo la marca Sunbeam Foods. En su apogeo, la compañía se encontraba entre las tiendas de comestibles mayoristas más grandes del mundo. En 1923 Austin, Nichols & Company adquirió el gran departamento mayorista de Acker, Merril & Condict. La Comisión Federal de Comercio demandó a Austin, Nichols & Company, alegando que la adquisición daría lugar a un monopolio, pero luego retiró los cargos. A mediados de la década de 1920, Austin, Nichols & Company sufrió una disminución de las ventas, debido a la demanda o al aumento de las cadenas de tiendas. La compañía había cerrado sus otras ubicaciones a fines de la década de 1920, vendiendo también su subsidiaria de empaque.
Después del cierre de las otras ubicaciones de Austin, Nichols & Company, el almacén de Williamsburg se utilizó únicamente para importar y fabricar productos para la empresa. A partir de la década de 1930, después de la derogación de la Prohibición en Estados Unidos, la empresa comenzó a manipular licor. El contrato de arrendamiento de Austin, Nichols & Company se renovó en 1934 y posteriormente se instaló una destilería. Después de que el negocio de comestibles de la empresa se vendiera a Francis H. Leggett & Co. en 1938 o 1939, el enfoque de la empresa se centró exclusivamente en la venta de licores.
La Lehigh Warehouse and Transportation Company arrendó tres pisos del edificio en 1939, pero Austin, Nichols & Company continuó ocupando el edificio durante la década de 1950. Austin, Nichols & Company compró una nueva estructura en Maspeth, en Queens, en 1955 y posteriormente trasladó todas sus operaciones allí. El almacén, ahora conocido como 184 Kent Avenue, continuó siendo utilizado por pequeños fabricantes durante las siguientes tres décadas, hasta que 184 Kent Avenue Associates compró el edificio en 1986. Sin embargo, en la década de 1990, el almacén estaba en ruinas. En 1999, la Junta de Normas y Apelaciones de la Ciudad de Nueva York otorgó una variación para permitir la renovación del interior para uso residencial.

### Conversión a edificio residencial
La familia del empresario Louis Kestenbaum pagó 4 millones de dólares por 184 Kent Avenue en 2000, con Kestenbaum usando parte del edificio para su empresa y alquilando el resto. Los Kestenbaum alquilaron el edificio como apartamentos tipo estudio. La Comisión de Preservación de Monumentos Históricos de la Ciudad de Nueva York designó 184 Kent Avenue como un monumento oficial de la ciudad en septiembre de 2005. Sin embargo, la designación fue controvertida: mientras veintisiete personas y organizaciones hablaron a favor de la designación de un hito en la audiencia pública de la LPC sobre el asunto, los Kestenbaum y el miembro del Consejo de la Ciudad de Nueva York, David Yassky, se opusieron. Los Kestenbaum, que llamaron a la estructura una "monstruosidad", querían demoler o modificar significativamente el exterior del edificio para crear nuevos apartamentos de alquiler. En noviembre de 2005, la mayoría de los miembros del Concejo Municipal votó para revocar la designación de hito, un movimiento poco común, ya que tales revocaciones habían ocurrido solo cuatro veces en los catorce años anteriores. El concejal Simcha Felder dijo: "Esto es una basura. Deberíamos derribarlo y poner algo bonito" Yassky dijo que "es una caja blanca anodina de un edificio" que era similar a muchas otras estructuras en el paseo marítimo. El alcalde Michael Bloomberg vetó la votación en diciembre de 2005, pero el Concejo Municipal luego votó para anular su veto. Los inquilinos fueron desalojados en 2006.
A principios de 2006, poco después de la votación del Concejo Municipal, los Kestenbaum vendieron 184 Kent Avenue a Jason Halpern's JMH Development. Halpern abogó con éxito para que la estructura se incluyera en el Registro Nacional de Lugares Históricos, que no restringía el uso futuro del edificio tanto como lo hizo un estado histórico de la ciudad de Nueva York. Los planes de JMH pedían la preservación del exterior, y en diciembre de 2008, la compañía anunció que el exterior de 184 Kent se conservaría a perpetuidad. JMH Development completó la conversión de 184 Kent Avenue en 338 apartamentos de alquiler en 2010. Una escuela de párvulos con fines de lucro alquiló un espacio en el edificio el año siguiente.
Kushner Companies, LIVWRK y Rockpoint Group compraron la propiedad en abril de 2016, con la intención de convertir las unidades de alquiler en unidades de condominio. Morris Adjmi Architects dirigió el rediseño. El antiguo almacén pasó a llamarse "Austin Nichols House" y las ventas del edificio comenzaron en 2016. Hubo varias controversias que involucraron a 184 Kent Avenue luego de su conversión en apartamentos de lujo. En 2016, se iniciaron varios incendios de origen inexplicable en el edificio, aunque nadie resultó herido. Otra controversia involucró una supuesta infestación de roedores. Una demanda de 2018 alegó que Kushner Companies impuso condiciones peligrosas o acosó a los residentes de alquiler regulados del edificio en un intento de que estos inquilinos se mudaran. Los registros mostraron que cuando Kushner Companies compró el edificio en 2015, tenía 316 inquilinos con rentas reguladas, un número que había disminuido a 71 cuando se presentó la demanda tres años después.

## Diseño

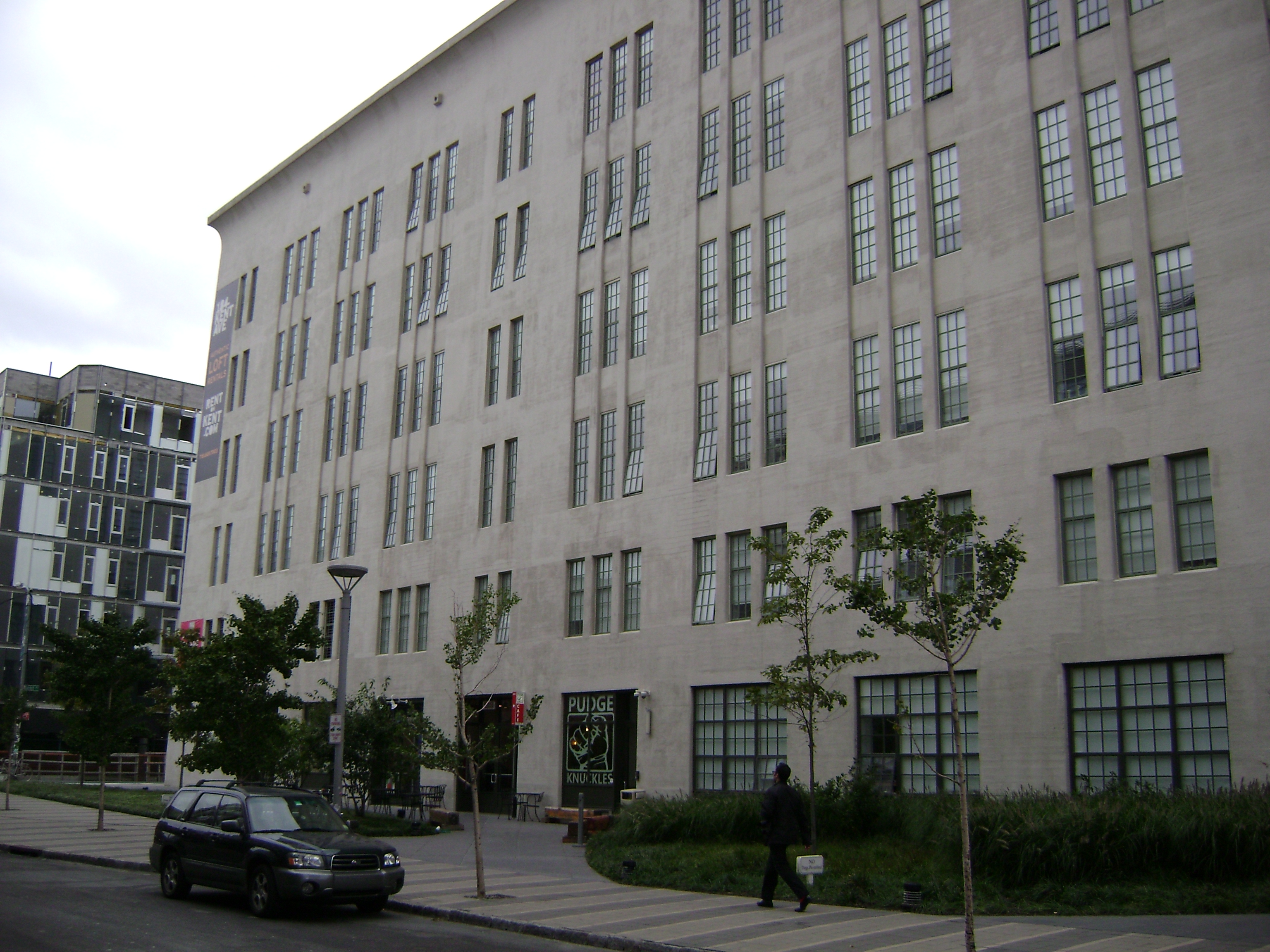
Visto desde North 4th Street, mirando al este hacia Kent Avenue

El Austin, Nichols and Company Warehouse fue uno de los primeros edificios en utilizar hormigón armado a gran escala. El edificio mide 54,6 por 134 m y ocupa un lote delimitado por Kent Avenue al este, North 3rd Street al sur, East River al oeste y North 4th Street al norte. La fachada se eleva a una altura de 24,4 m en Kent Avenue y 28 m en el río, y el edificio está ubicado en un lote de unos 7320 m². El interior tiene 39 500 m².
La estructura, construida en estilo neoegipcio, es uno de los pocos edificios de ese estilo en la ciudad. Su principal material de construcción es el hormigón armado. Gilbert utilizó el material para aumentar el peso máximo de carga del edificio y hacer que la estructura sea a prueba de fuego.

### Fachada
La fachada de hormigón armado es relativamente simple y está pintada en tonos de blanco. Está dividida en numerosos tramos arquitectónicos, que generalmente contienen grupos de tres ventanas estrechas y ligeramente empotradas en cada piso. La fachada occidental está dividida en ocho tramos, cada uno con tres ventanas en cada piso, excepto el tramo más al sur, que solo contiene dos. La fachada este se divide en nueve tramos; las sitiadas más al norte y más al sur contienen 2 ventanas, mientras que las siete restante, tres. Se puede encontrar un patrón similar en las fachadas norte y sur más largas, donde la mayoría de los tramos tienen tres ventanas, mientras que los tramos finales y dos de los centrales tienen dos. Los muelles de carga, ahora sellados, se ubicaron en las fachadas oeste, norte y sur.
Se utilizó poca ornamentación en la fachada. Se ubicó una marquesina de concreto a lo largo de la mitad occidental de la fachada sur, sobre los muelles de carga. Otras características de la fachada incluyeron una cornisa de hormigón en la parte superior, así como muros inclinados hacia adentro y secciones de pared largas ininterrumpidas. En una carta a Gilbert fechada el 3 de abril de 1913, Turner Construction escribió que "el hormigón, para los almacenes de comestibles, se ha convertido casi en la forma estándar de construcción a lo largo del siglo". Gilbert dijo más tarde: "La naturaleza de los materiales dicta la forma de todas sus partes, y suponiendo que el propósito de la estructura se tenga en cuenta, como debe ser, este propósito se expresa necesariamente en términos muy simples".
Gilbert hizo énfasis en la escala de las dimensiones del edificio, diciendo que el "principal reclamo de belleza" de un edificio se deriva de su proporción en lugar de su decoración. Havemeyer originalmente le había pedido a Gilbert que diseñara la fachada occidental en la orilla del río para que pareciera lo más imponente posible. Si bien las propuestas iniciales presentaban tres variantes diferentes de fenestración, los planos finales simplificaron el diseño en la medida en que las fachadas eran casi idénticas. Para ahorrar dinero, los retrocesos de las ventanas se redujeron en profundidad, pero Havemeyer acordó agregar montantes redondeados entre los dos o tres cristales de cada ventana. Esto sirve para unir los "varios niveles de fenestración" en el edificio.

### Características

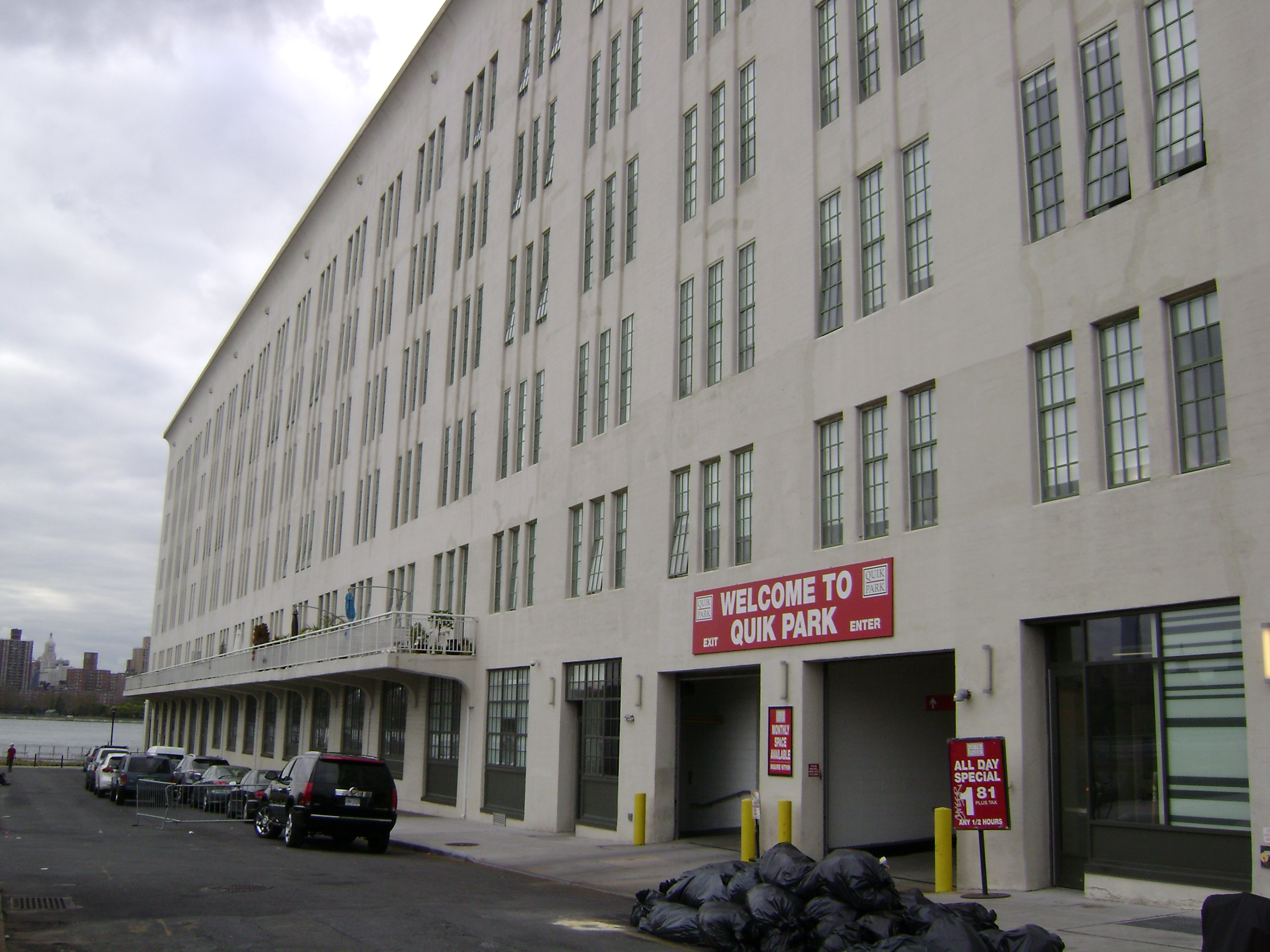
Fachada de North 3rd Street, mirando al oeste hacia el Río Este

Una vez finalizado, el Austin, Nichols and Company Warehouse incluyó cuatro vías con 68 vagones de carga, un sistema con varias torres de perforación y un servicio de telégrafo para duplicar instantáneamente los pedidos que se hicieron en el edificio de ventas de Manhattan. Los puentes de carga tomaron vagones de barcazas ferroviarias. El edificio se utilizó para procesar diversos productos alimenticios, importar alimentos europeos, así como para fabricar y exportar productos secos. El material se transportaba a través de la fábrica mediante un sistema de tolvas, transportadores y tubos neumáticos. Tras la finalización del edificio en 1915, el Brooklyn Daily Eagle declaró que las instalaciones podían acomodar 100 vagones de carga o 400 encendedores por día, y que la cantidad de camiones de carga requeridos se había reducido de 100 a 35 por día. El almacén empleaba a 1500 trabajadores y se estaba utilizando casi todo el espacio del piso.
Cada piso fue diseñado para un propósito diferente. En el sótano había almacenes para pescado y aceitunas, así como una sala de máquinas, mientras que el primer piso contenía oficinas administrativas y las divisiones de recepción y envío. Los baños, así como un restaurante y casilleros para los empleados, se ubicaron en el entrepiso. El segundo piso incluía los departamentos de exportación y aceituna; almacenamiento y procesamiento de alimentos secos, frutas y alimentos enlatados; y el lavadero. El tercer piso contenía los departamentos de extractos y jarabes, frutos secos y empaque de café a pequeña escala. El cuarto piso contenía más almacenamiento de alimentos / ingredientes secos y empaque de café a gran escala. El quinto piso contenía almacenamiento de alimentos secos y otros productos no alimenticios, así como oficinas administrativas y otro restaurante para empleados. El sexto piso se utilizó para tostar y almacenar café, así como para cortar y moler especias.
El vestíbulo moderno de 184 Kent Avenue, ahora un edificio de alquiler, contiene una pared verde en su vestíbulo. Tiene 338 apartamentos de lujo en condominio, que van desde apartamentos tipo estudio hasta suites de tres dormitorios. También hay 1658 m² de locales comerciales en el primer piso. Un área de cafetería y un patio cerrado se encuentran dentro del edificio. Otras comodidades residenciales incluyen una sala de músicos, una sala de cine, un gimnasio frente al río, un espacio de juegos para niños y un espacio compartido en la azotea.

## Impacto

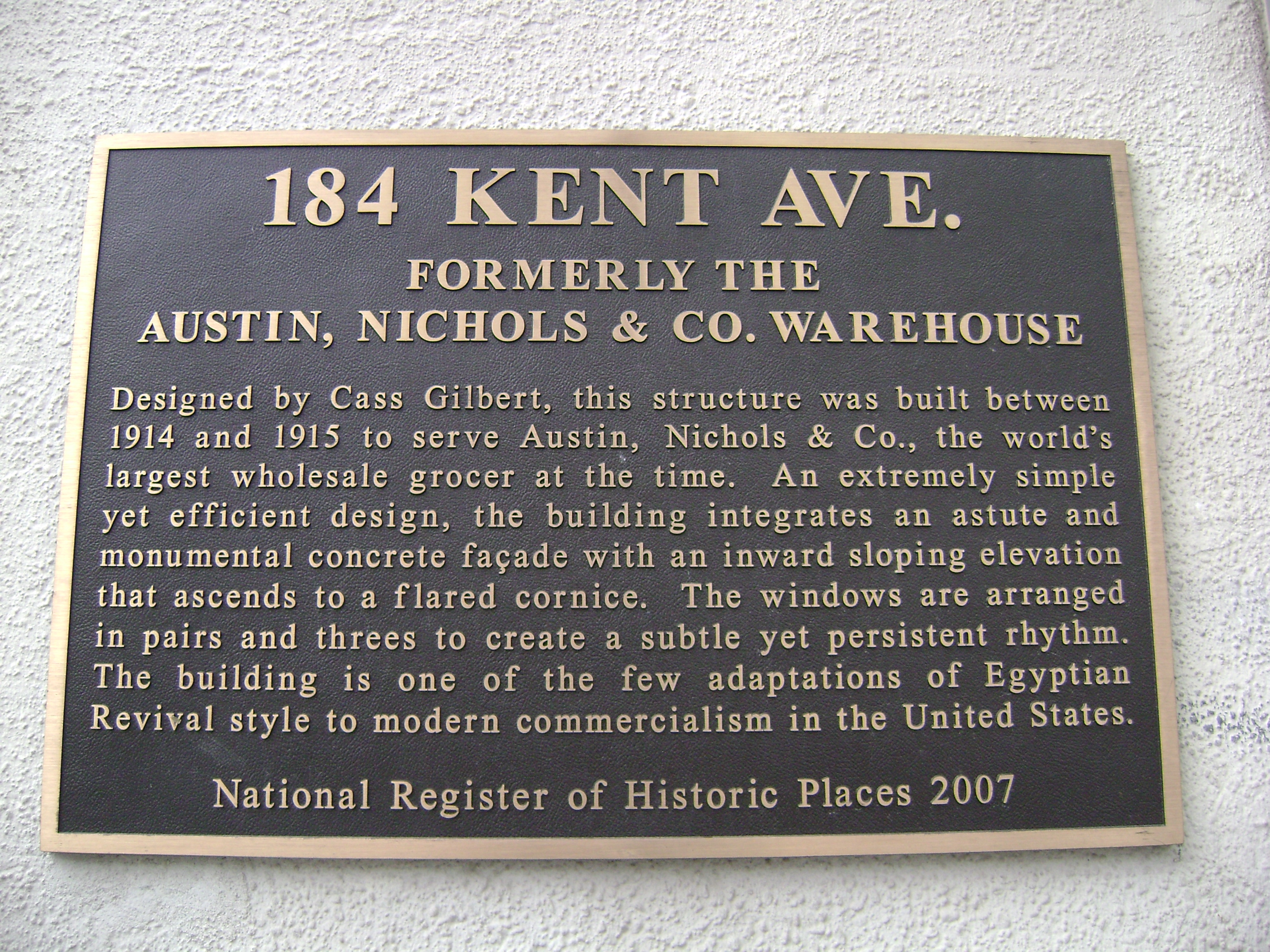
Placa del Registro Nacional de Lugares Históricos

En septiembre de 1914, el vicepresidente de Austin, Nichols & Company, Balfe, dijo: "El trabajo de los arquitectos, contratistas y todo lo relacionado con él, en nuestra opinión, ha sido simplemente maravilloso". Asimismo, un escritor anónimo en Engineering News declaró en noviembre de 1914 que el almacén es "un buen ejemplo de un edificio moderno de hormigón armado" y que el diseño de Gilbert era "algo único". Cuando se terminó la planta en marzo de 1915, el Brooklyn Daily Eagle escribió un subtítulo declarando que el edificio era un "Modelo de construcción moderna y eficiencia". En 1921, a medida que las estructuras de hormigón armado se estaban volviendo más populares, Arthur S. McEntee escribió en la revista Architecture, "El Austin-Nichols Warehouse, Brooklyn, es un excelente ejemplo de la adaptación moderna de la arquitectura egipcia a los requisitos actuales del comercialismo." Las similitudes de los edificios de hormigón armado con el diseño egipcio también fueron observadas por críticos europeos como Le Corbusier y Wilhelm Worringer.
Gilbert pasó a diseñar otros edificios industriales de hormigón armado como el Brooklyn Army Terminal, construido en 1919 en Sunset Park y el R. C. Williams Warehouse, construido en Chelsea en 1927. La Brooklyn Army Terminal también fue construida por Turner Construction e involucró una infraestructura más compleja, incluido su propio patio ferroviario. El Williams Warehouse posterior, construido para un competidor de Austin, Nichols & Company, tenía su propia conexión ferroviaria. Tanto el Williams Warehouse como la Brooklyn Army Terminal se construyeron con ventanas arquitectónicas empotradas en sus fachadas. En un dibujo de 1928, Gilbert citó el Brooklyn Army Terminal y el Austin, Nichols & Company Warehouse como algunos de sus mejores trabajos.